# Natriummethoxide
Natriummethoxide is een hygroscopisch natriumzout met als brutoformule CH3ONa. De stof komt voor als een toxisch, zeer ontvlambaar en corrosief wit poeder, dat hevig reageert met water.

## Synthese
Natriummethoxide wordt bereid door reactie van methanol en natriumpoeder:
{\displaystyle {\ce {2Na + 2CH3OH -> 2CH3ONa + H2}}}
Deze reactie is zo exotherm dat ze zeer zorgvuldig moet gebeuren om brand te vermijden. Op laboratoriumschaal wordt ook vaak gebruikgemaakt van natriumdraad. De reactie is door het kleinere reactie-oppervlak wel trager, maar ook beter controleerbaar. Het risico op brand wordt zo kleiner.

## Toepassingen
Natriummethoxide wordt gebruikt als base in de organische synthese en is vandaar inzetbaar in een groot aantal synthesereacties van organische verbindingen, gaande van geneesmiddelen tot landbouwproducten. Het wordt ook gebruikt voor dehydrohalogeneringen en aldolcondensaties. Het is tevens een nucleofiel deeltje bij de productie van methylethers.
Natriummethoxide is een efficiënte katalysator voor de productie van biodiesel.

## Toxicologie en veiligheid
Natriummethoxide is een sterk reductiemiddel en reageert hevig met oxiderende stoffen. Het is een sterke organische base en reageert dus hevig met zuren. Het reageert hevig met water, met vorming van het ontvlambare en giftige methanol en het corrosieve natriumhydroxide:
{\displaystyle {\ce {CH3ONa + H2O -> CH3OH + NaOH}}}
Natriummethoxide tast vele metalen aan, met vorming van brandbaar en ontplofbaar waterstofgas.
De stof kan spontaan ontbranden bij contact met lucht, maar ook verhitting kan een hevige verbranding of zelfs ontploffing teweegbrengen. Door de reactiviteit is eenmaal in brand geraakt natriummethoxide moeilijk te blussen: afdekken met droog zand en wachten tot de massa geheel is afgekoeld is vaak de beste methode. In geen geval mag met water geblust worden.
Natriummethoxide is corrosief voor de ogen, de huid en de luchtwegen. Inademing van stof kan longoedeem veroorzaken.